# Санчес Масас, Рафаэль
Рафаэ́ль Са́нчес Ма́сас (исп. Rafael Sánchez Mazas; 18 февраля 1894 — 18 октября 1966) ― испанский националист, писатель и один из лидеров правого политического движения фалангистов, появившегося в Испании до начала Гражданской войны. Соавтор гимна Испанской Фаланги Cara al Sol.

## Биография
Рафаэль Санчес Масас — уроженец Мадрида, детские годы провёл в  Бильбао, на родине матери. Получил юридическое образование в Королевском колледже Марии-Кристины в Сан-Лоренсо-де-Эль-Эскориаль. После завершения обучения начал писать статьи для журнала Hermes и газет АВС, El Sol и El Pueblo Vasco. В качестве журналиста побывал в Марокко в 1921 году (когда писал для El Pueblo Vasco) и в Риме в 1922 году (когда сотрудничал с АВС). Прожил в Италии в течение семи лет и женился там на Лилиане Ферлосио. Примерно с того же времени начинает причислять себя к сторонникам фашистского движения.
Возвратившись в Испанию в 1929 году, Санчес Масас стал советником Хосе Антонио Примо де Ривера, главного идеолога фаланги. В 1933 году он участвовал в создании еженедельной газеты El Fascio, которая была запрещена властями после публикации второго выпуска.
После учреждения Испанской фаланги 29 октября 1933 года, Санчес Масас был назначен членом Совета партии. Оставался активным участником движения вплоть до начала Гражданской войны. В феврале 1934 года написал Oración por los muertos de Falange. Также был соавтором Cara al Sol, гимна фалангистов.
Санчес Масас был арестован и заключён в тюрьму в Мадриде в марте 1936 года, а движение фалангистов было объявлено вне закона. Ему дали краткосрочный отпуск по случаю рождения его четвёртого сына, из которого он не вернулся и нашёл политическое убежище в чилийском посольстве в Мадриде. В 1937 году попытался покинуть страну, но был арестован в Барселоне в ноябре. Находясь в заточении в корабле-тюрьме Uruguay вплоть до 24 января 1939 года, когда его вместе с пятьюдесятью другими заключенными отправили на казнь в монастырь Санта-Мария-дель-Коллелль в Жироне.
Казнь состоялась 30 января, но когда расстрельная команда открыла огонь по заключенным, Санчес Масас выскочил из толпы и скрылся в лесу. На него была организована облава. Один республиканский солдат заметил его скрывавшимся в кустах. Однако, солдат решил не сообщать об этом и тем самым сохранил ему жизнь. Через несколько дней после своего спасения Санчес Масас пересёк линию фронта и примкнул к националистам.

### После Гражданской войны
Будучи одним из camisas viejas (буквальный перевод ― «старые рубашки», то есть члены Фаланги до начала Гражданской войны), Санчес Масас был назначен 8 августа 1939 года в кабинет Франко в качестве министра без портфеля и вице-президента Junta Política.
Когда испанские войска в июне 1940 года заняли управлявшийся администрацией Лиги Наций город Танжер, Санчес Масас выступил с речью, в которой подчёркивал испанский характер города. Его националистическая риторика в подобной политически деликатной ситуации стал причиной гнева члена правительства и зятя Франко Рамона Серрано Суньера, который позже утверждал, что был настолько зол, что попытался ударить Санчеса Масаса в лицо.
В 1940 году Рафаэль Санчес Масас был назначен членом Королевской академии испанского языка, хотя не смог присутствовать на церемонии своей инаугурации. В 1951 году он был назначен президентом попечительского совета музея Прадо.

## Семья
Был женат на итальянке Лилиане Ферлосио. Его сыновья: Рафаэль Санчес Ферлосио и Чичо Санчес Ферлосио, а также его внук Максимо Прадера являются известными в Испании деятелями культуры.

## В литературе и кино
История его жизни вдохновила Хавьера Серкаса к написанию романа «Солдаты Саламины», опубликованного в 2001 году. В 2003 году режиссёр Давид Труэба снял фильм под одноимённым названием.